# Ferney-Voltaire
Ferney-Voltaire è un comune francese di 8 197 abitanti situato nel dipartimento dell'Ain della regione dell'Alvernia-Rodano-Alpi.
Fino al 1878 si è chiamata semplicemente Ferney, quindi in omaggio a Voltaire che qui visse tra il 1759 e il 1778, assunse il nome attuale. Precedentemente si è chiamata per secoli Fernex; fu proprio Voltaire a determinare il cambiamento della "x" finale con la "y".

## Storia

### Simboli
Lo stemma comunale riprende il blasone della famiglia Fernex che ricoprì vari e importanti incarichi nell'istituto feudale: Humbert de Fernex fu castellano di Belmont e Moudon (1233-1251), Jean de Fernex fu castellano di Gex (1493). La prima menzione della famiglia Fernex risale 1150 mentre la signoria di Fernex fu eretta nel 1453.

## Società

### Evoluzione demografica

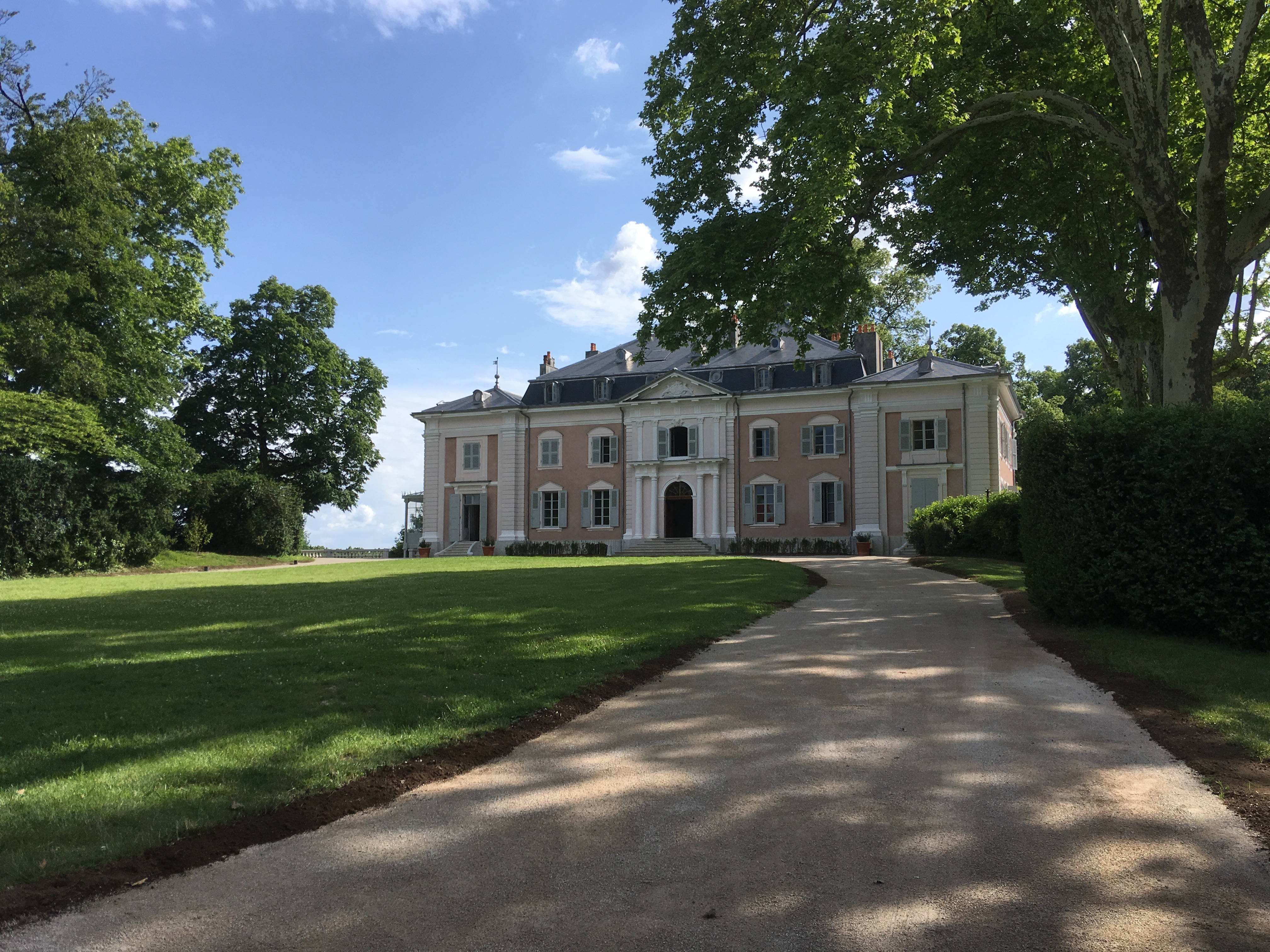
Castello di Voltaire a Ferney.

Abitanti censiti